# Cabeza de Basilea

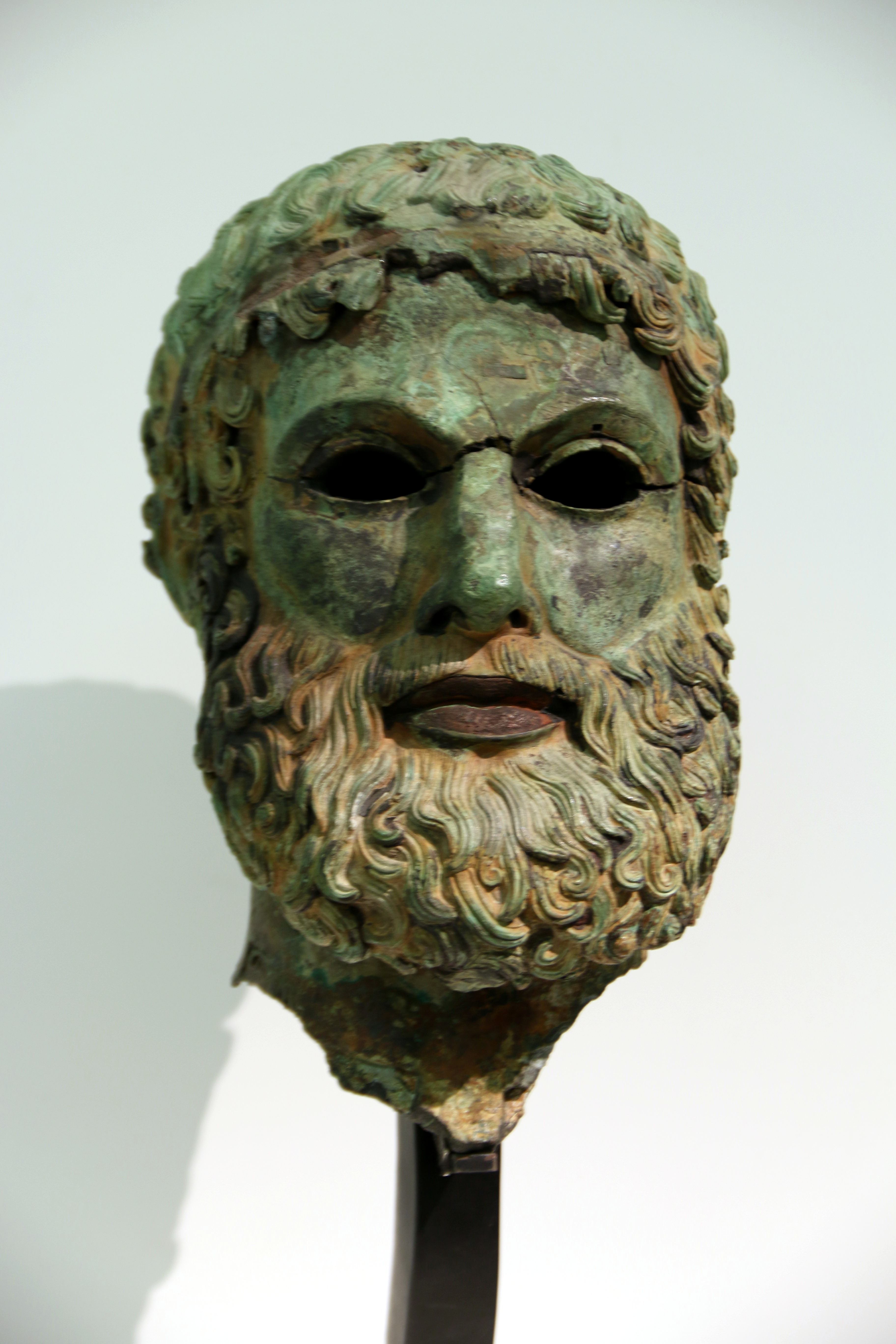
Cabeza de Basilea

La llamada Cabeza de Basilea o Cabeza de Porticello B es lo que queda de una escultura de bronce, proveniente quizá de la Magna Grecia, y datable en torno a la segunda mitad del siglo V a. C.
Fue encontrada en 1969 en un pecio hallado por pescadores delante de la playa de Porticello, al norte de la Villa San Giovanni, en Reggio Calabria (Italia). Se conserva en el Museo Nacional de la Magna Grecia de Regio de Calabria.
La escultura está dañada como resultado quizá de haber sido separada por la fuerza del resto. Tiene una grieta que comienza entre los ojos y continúa dañando la cuenca del ojo y oreja izquierdos. Los ojos se han perdido. 
La cabeza fue vendida ilegalmente fuera de Italia y comprada por el Antikenmuseum de la ciudad suiza de Basilea, de ahí el nombre por el que es conocida. Finalmente fue devuelta a su país de origen en 1986. 
El estudio del pecio sitúa las esculturas recuperadas en torno a los años 415-385 a. C. En todo caso la datación es aún polémica. Su estilo es aparentemente severo, del siglo V a. C., lo que contrasta con el de su pareja, más de un siglo posterior.